# Ранк, Артюр
Артюр Ранк (фр. Arthur Ranc; 20 декабря 1831, Пуатье — 10 августа 1908, Париж) — французский левый политический деятель, писатель
, журналист, редактор, сенатор Франции.

## Биография
Изучал право в Париже. В декабре 1851 года, выступая против государственного переворота Луи-Наполеона Бонапарта, сражался на баррикадах. За участие в заговоре был при Наполеоне III арестован, заключён в тюрьму за принадлежность к тайному обществу; в 1855 году без суда сослан в Алжир, откуда ему удалось бежать. После амнистии 1859 года возвратился в Париж и стал сотрудником оппозиционных изданий (Орор). Вскоре привлёк внимание полиции своими жёсткими статьями.
После падения империи был мэром 9-го парижского округа. Во время Осады Парижа (1870) в октябре покинул Париж на воздушном шаре и сблизился с Л. Гамбеттой, для которого организовал систему шпионов / разведчиков, с помощью которой генерал Трошю получал информацию о силах и расположении прусских войск вокруг Парижа. Л. Гамбетта сделал его начальником (министром) полиции.
Избранный в 1871 году в Национальное собрание Франции, выступил против мирного договора и после его принятии сложил с себя полномочия депутата. Был членом Парижской коммуны, входил в комитет юстиции и иностранных дел; но так как он не одобрял декрета о заложниках, вышел 6 апреля из состава коммуны.
С конца 1871 года был одним из редакторов «République française». В 1873 году департаментом Роны был избран в Национальное собрание, в котором занял место среди крайней левой фракции. Когда против него было возбуждено судебное преследование за участие в Парижской коммуне, он бежал в Бельгию и 13 октября 1873 года был заочно приговорён к смертной казни. В том же году дрался на дуэли с Полем Гранье де Кассаньяком. Принимал активное участие в Деле Дрейфуса (1896—1906).
Возвратившись после амнистии 1879 года во Францию, писал в «République française» и в «Voltaire» статьи, ревностно защищая Гамбетту. В 1890 году был главным редактором «Paris».
С 1881 по 1885 год избирался депутатом, в 1891 году стал сенатором.
Автор политических романов «Sous l’Empire» (1872 и 1877), «Le roman d’une conspiration» (1886—88) и «De Bordeaux à Versailles» (1877).
Похоронен на кладбище Пер-Лашез.